# Động đất Düzce 2022
Động dất Düzce 2022 (tiếng Thổ Nhĩ Kỳ: 2022 Düzce depremi) là trận động đất xảy ra vào lúc 4:08 (TST), ngày 23 tháng 11 năm 2022. Trận động đất có cường độ 6.1 richter, tâm chấn độ sâu khoảng 10,6 km. Hậu quả trận động đất đã làm 2 người chết, 93 người bị thương, 2.917 tòa nhà bị phá hủy hoặc hư hại một phần.